# 新加坡天福宮
天福宮（白話字：Thiⁿ Hok Keng），新加坡媽祖廟，興建於大清道光20年（1840年），由福建移民薛佛記與陳篤生等集資籌建，為新加坡地區最古老的華人民間信仰廟宇。天福宮除了主祀媽祖之外，配祀關聖帝君、至聖先師（當地稱「孔子公」）與觀世音菩薩。1973年7月6日，新加坡政府指定天福宮為國定古蹟。

## 历史
清代中葉，新加坡牛車水漸漸形成以福建移民為主的華人聚落，約莫在公元1821至1822年間，當地華人起蓋一間祭祀媽祖的簡陋廟宇，聊表對媽祖庇佑南渡航行平安的感激之意。而直到1880年代填海造陸之前，天福宮不僅緊臨海濱，且面向大海。
公元1839年，牛車水居民商議重建媽祖廟，商人兼慈善家陳篤生捐納尤多，因而留名。1840年，天福宮動工興建，其樑柱建材與媽祖塑像等皆引自中國。建廟期間，不乏新加坡印度社群鼎力相助，遂在廟宇樑柱間隙中擺置一名印度人外表的塑像，感謝銘記。1842年天福宮落成，總計斥資三萬西班牙銀圓。
1840年天福宮落成後，便由福建會館主導廟宇一切的庶務。1849年，天福宮正殿龍邊擴建崇文塔。1856至1916年，陈笃生家族陈笃生出任首任天福宫大董事，经陈金钟、陈武烈共祖孙三代操持了天福宫前后一甲子，历三世不衰。1906年天福宮重啟修建，西洋格拉斯哥式樣的鍛鐵鐵門與平舖磚塊添入天福宮的外貌。光緒33年（1907年），光緒皇帝題「波靖南溟」匾，御賜天福宮。1913年，天福宮增建涼亭，而此涼亭曾經出借予中華女子學校。
1973年，新加坡古蹟保存局指定天福宮為國家古蹟，修繕前，繪製設計草稿的是台灣知名傳統廟宇建築師—謝自南。1998年，天福宮再度進行大規模的修建工程，此次修建歷時兩年，耗資220萬美金。2001年，天福宮獲得聯合國教科文組織頒佈的亞太區文物保護獎。

## 波靖南溟匾

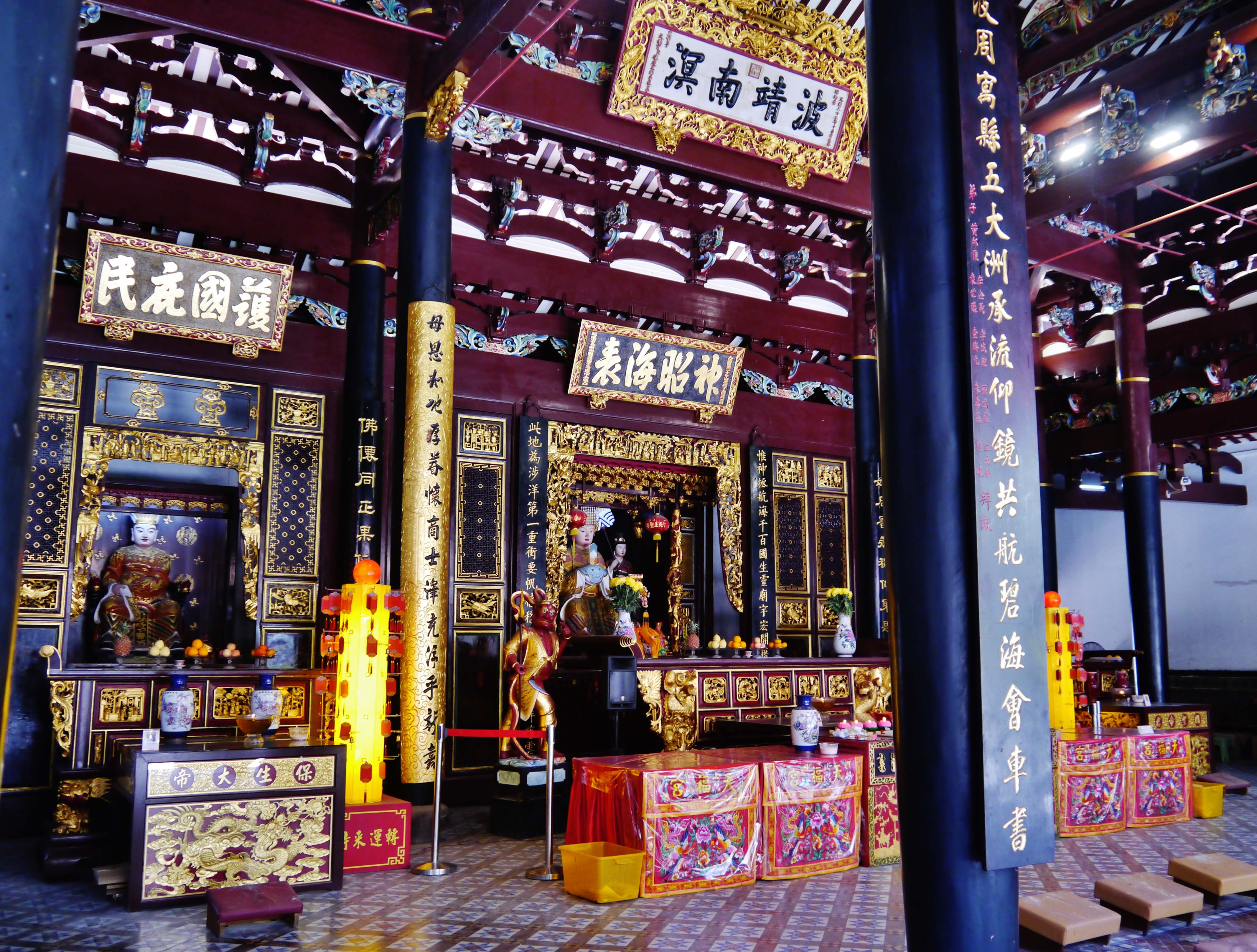
正殿媽祖與波靖南溟匾

光緒31年（1905年）舊曆五月，福建泉漳地區發生水患，新加坡《叻報》於同年10月24日（舊曆9月26日）刊登此事，呼籲華僑捐款賑災。天福宮作為福建移民的聯絡中心，當即號召僑民響應，籌措一萬元匯往福建，濟助災民。
此襄助災民的義舉傳回朝廷，光緒皇帝大為欣喜，特別惠賜天福宮御書「波靖南溟」。根據《清德宗實錄．卷571》記載，光緒皇帝頒布「南洋新嘉坡天后廟匾額」的時間為光緒33年（1907年）3月，特別曉諭軍機大臣寄發御書。
匾額落款「光緒三十三年十月吉旦」，係指御書寄達新加坡的日期，即西曆1907年11月。而當地仕紳收到御書之後，耗費多時摹刻成御匾，直到1908年6月30日才懸掛於天福宮正殿。

## 建築
天福宮為五開間三進落的閩南式廟宇建築，正殿與入口處的樑柱多刻成龍的樣式作為雕飾。三川殿（前殿）位於台基之上，香客須登梯方能進入參拜，三川殿中港門與太監門皆有門神彩繪，道佛神祇並存，各自蘊含道德教化、鴻運庇佑等意義。
穿過前殿後即能進入連結正殿的中庭，媽祖像便位於正殿中央。至聖先師孔子公則供奉在龍邊護龍處，據傳也是福建移民一同設立的。天福宮後殿供奉武聖關公，另外亦有供奉觀世音菩薩與伽藍聖王等佛教神祇。

## 圖輯

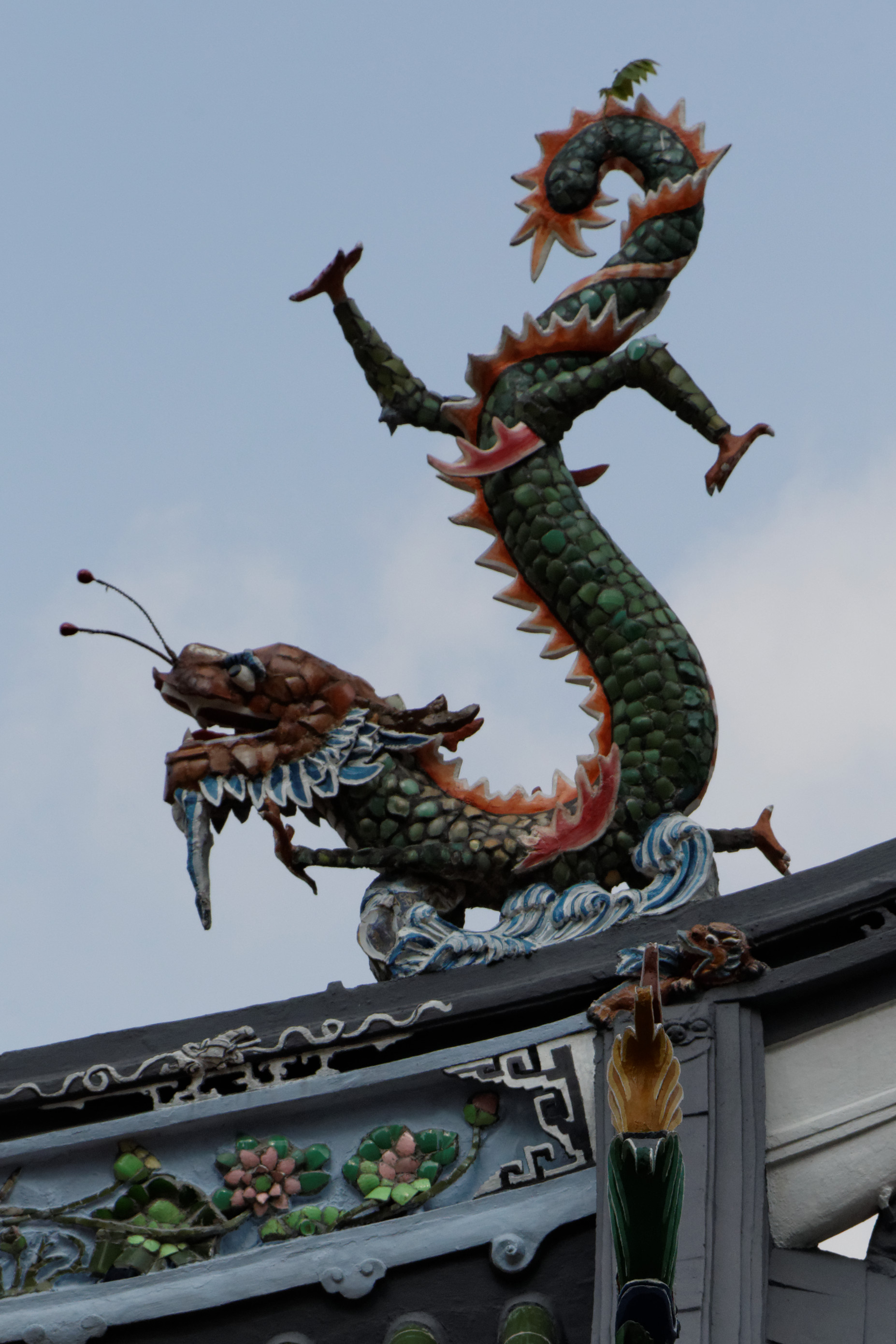
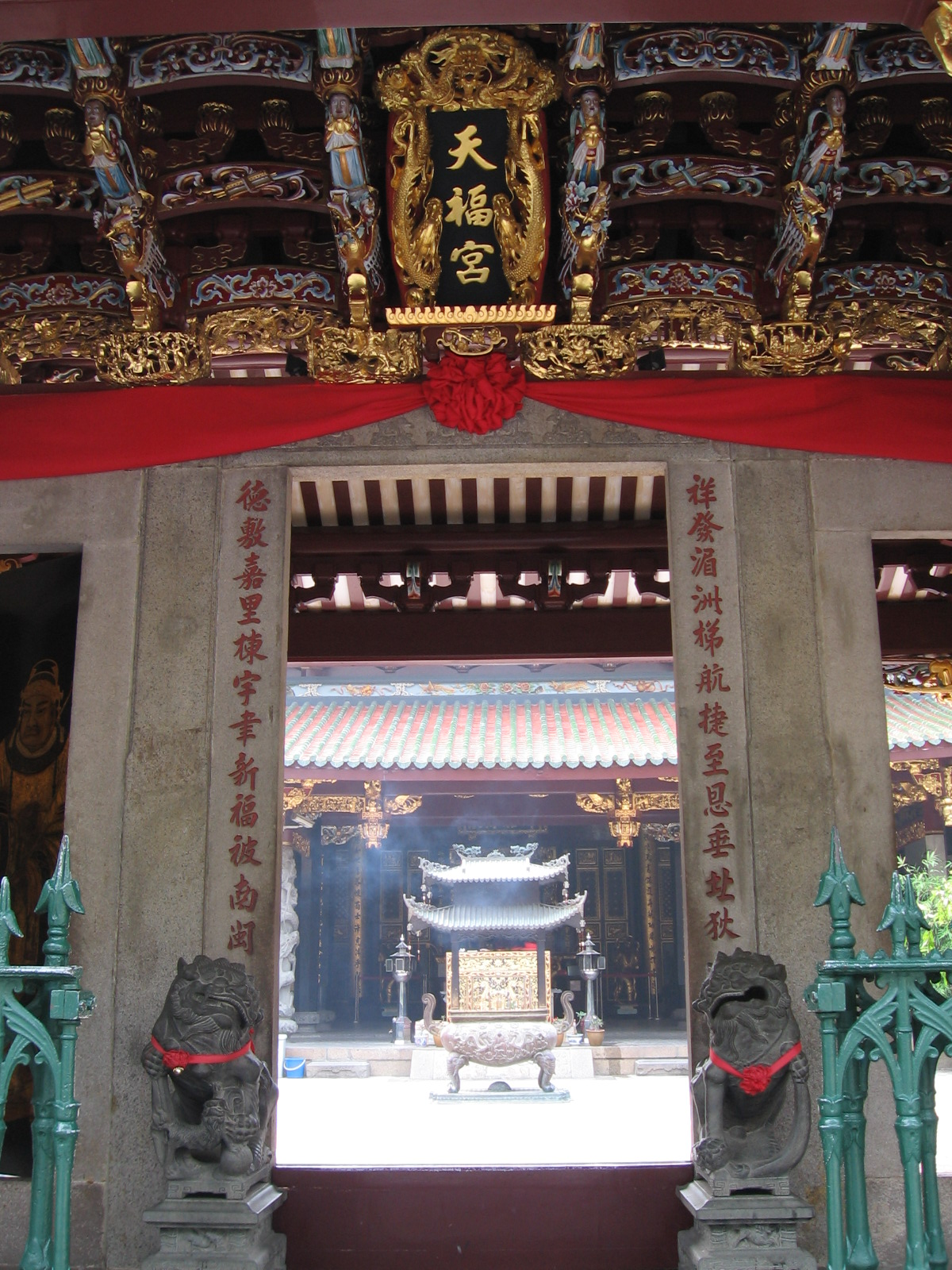
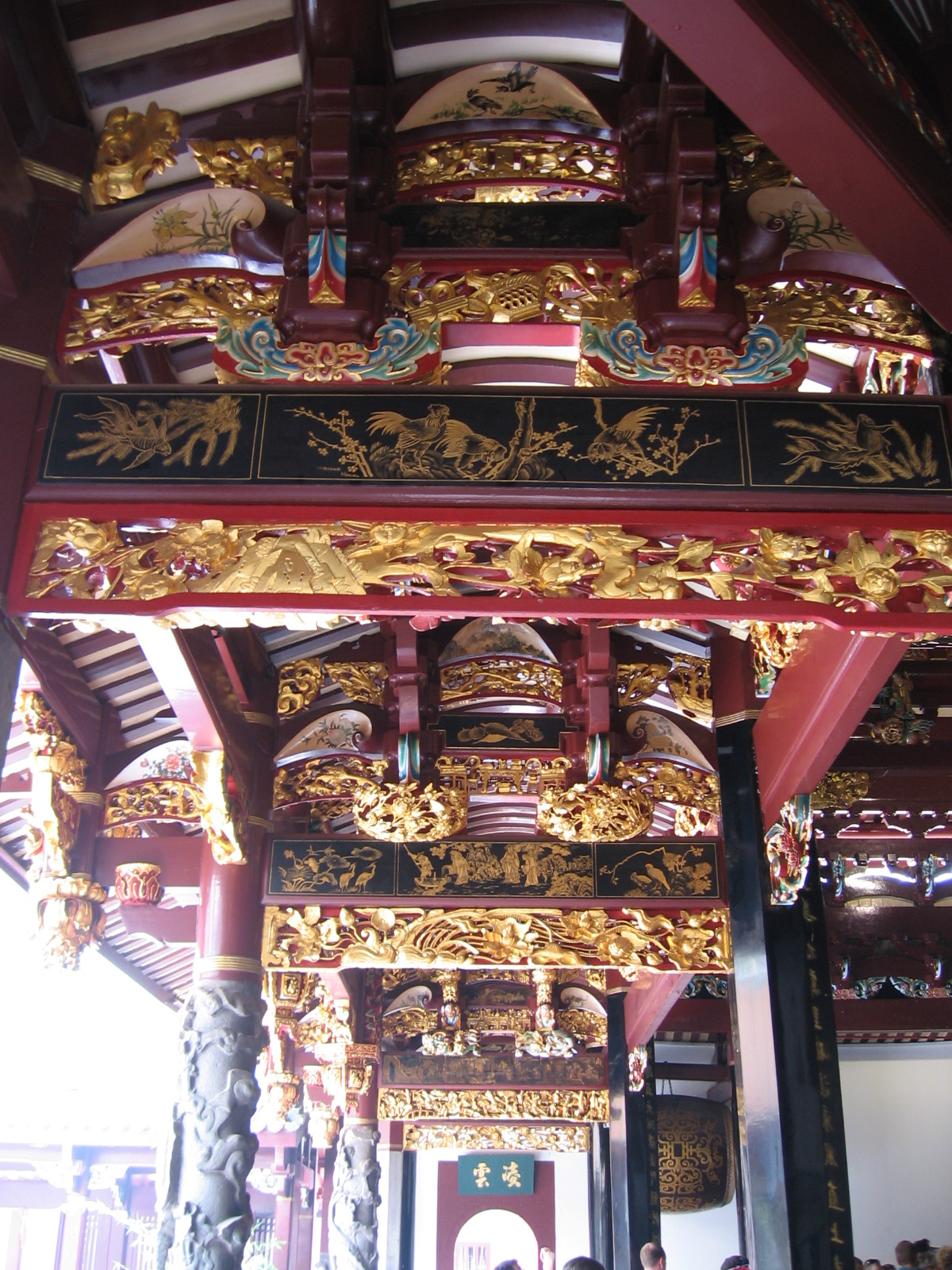
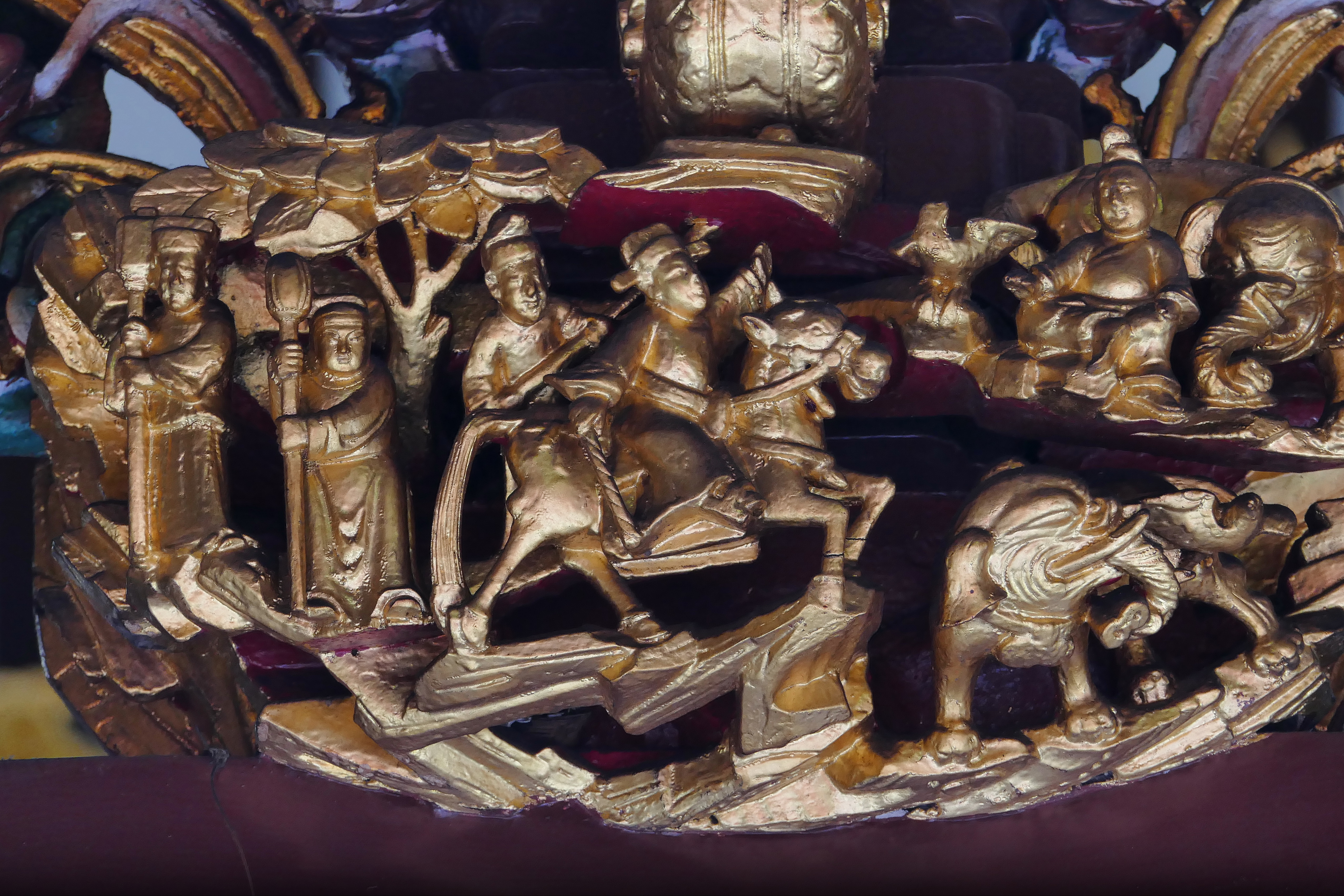
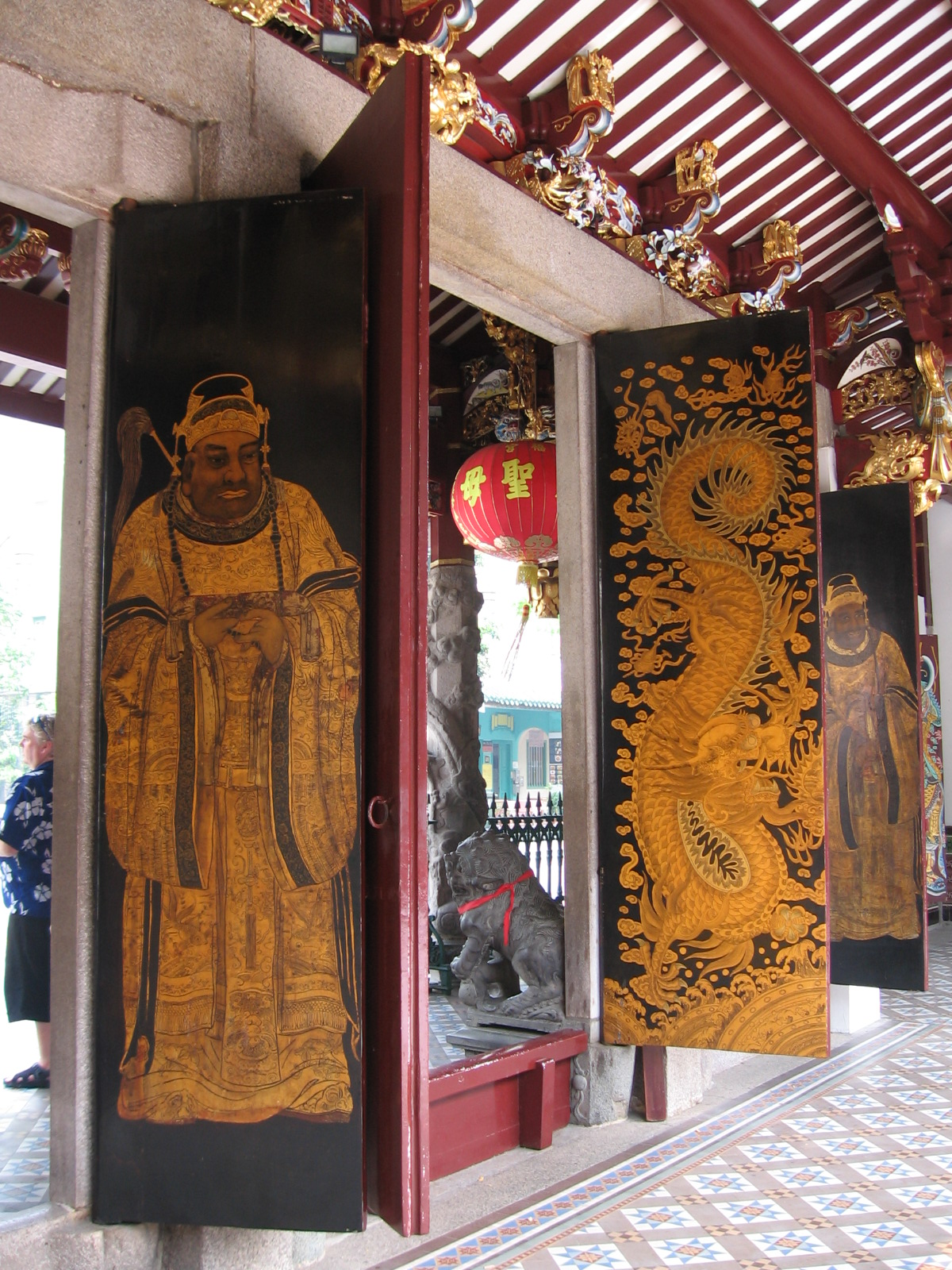
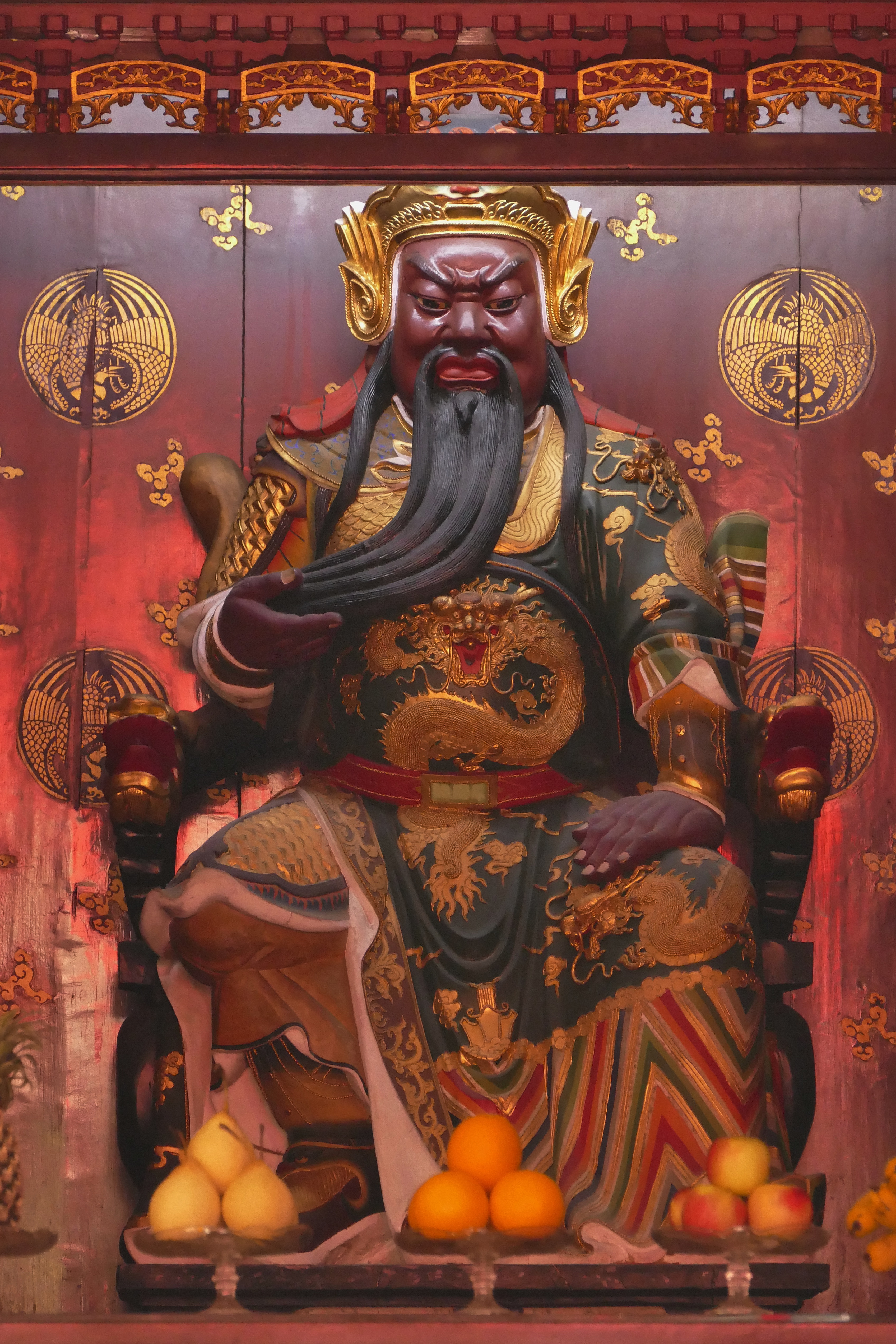
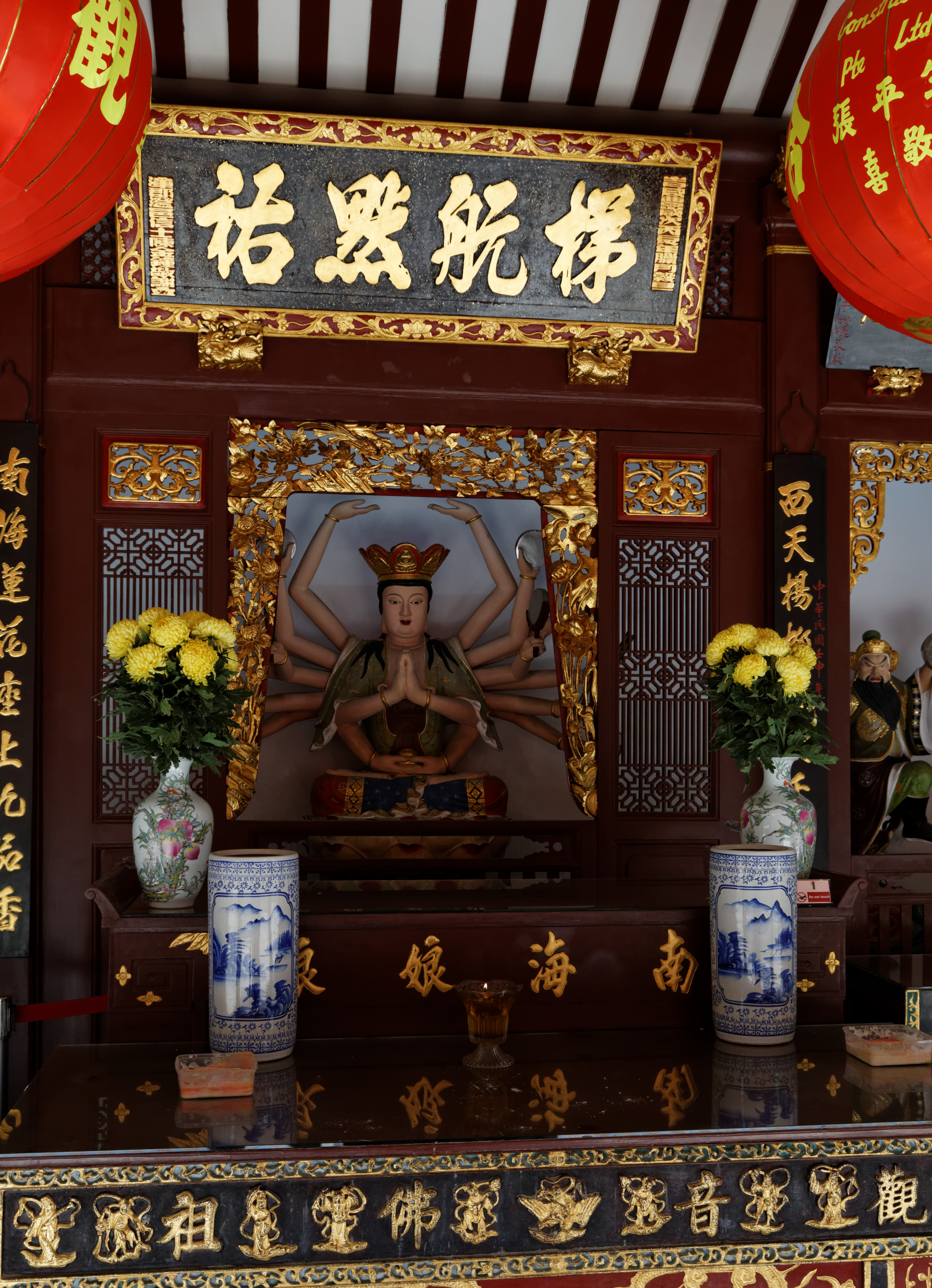

## 引用資料
1. ↑  . Singapore Chinese Temples 新加坡庙宇.   [2018-08-04]. （原始内容存档于2018-08-04）.
2. 1 2 3  . 心想獅城.   [2018-08-04]. （原始内容存档于2018-08-04）.
3. 1 2 3 4  . 新加坡: Archipelago Press. 2002: 98. ISBN 981-4068-23-3 （英语）.
4. 1 2 3 4  Beamish, Jane; Ferguson, Jane. . Graham Brash (Pte.) Ltd. 1985: 53-55. ISBN 9789971947972 （英语）.
5. ↑  . Editions Didier Millet. 2011: 96. ISBN 978-9814260374 （英语）.
6. 1 2 3  . National Heritage Board.   [2018-08-09]. （原始内容存档于2018-06-12） （英语）.
7. ↑  陈武烈失踪解谜 （页面存档备份，存于）柯木林(Kua Bak Lim) 博客，2018年1月21日
8. ↑  Bonny Tan. . National Library Board.   [2018-08-09]. （原始内容存档于2018-06-12） （英语）.
9. ↑  許雪姬. . Penghu.Info｜澎湖知識服務平台.   [2018-10-29]. （原始内容存档于2018-10-25） （中文（臺灣））.
10. 1 2 3  李庆年. . 南溟文斋. 2007-06-10  [2018-08-16]. （原始内容存档于2018-08-16）.

1°16′52″N 103°50′51″E / 1.281056°N 103.847528°E